# Bonkaarde

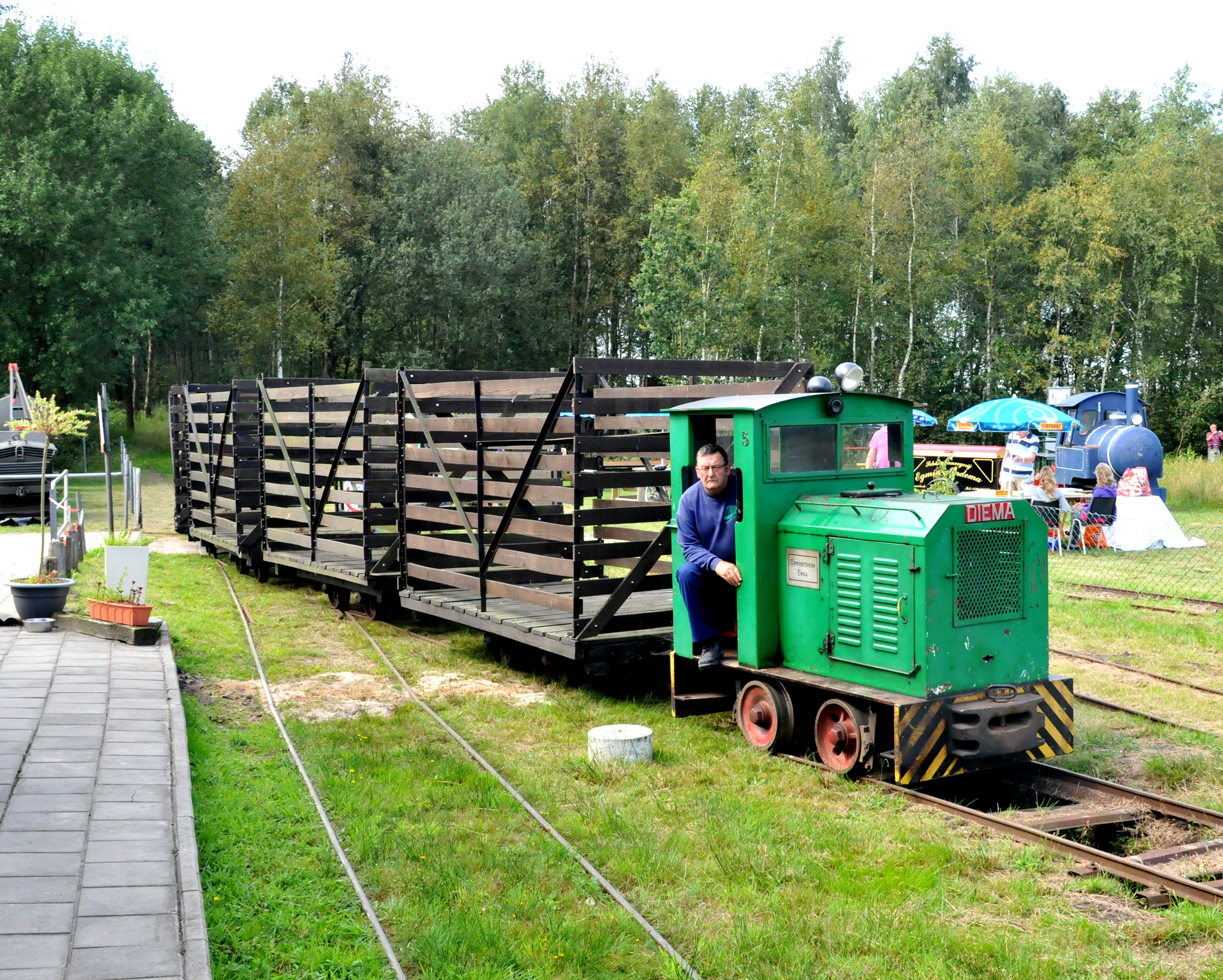
Locomotiefje met wagens voor bonkaardevervoer in het Industrieel Smalspoor Museum te Erica

Bonkaarde, bolster of grauwveen is de bovenste laag van een hoogveenafzetting, die niet geschikt is om turf van te maken. Men spreekt ook wel van bolsterveen, bonkveen, witveen, grauwe turf of vale turf.
Bonkaarde was ongeschikt voor brandstof vanwege de lage verbrandingswaarde. Als brandstof werd het zwartveen gebruikt, dat zich onder het grauwveen bevond en verder verteerd was. Bij de brandstofwinning werd dan ook enkel het zwartveen gewonnen en het grauwveen 'teruggebonkt'.
In Noord-Nederland verplichtten voorschriften van de provinciale overheden in de 19e eeuw de turfcompagnieën de bovenste 40-50 cm veengrond te bewaren, zodat ze na de vervening kon worden gemengd met de zandbodem. Dit was belangrijk omdat zonder bonkaarde de zandbodem onvoldoende water vasthield voor een goede groei van landbouwgewassen. In combinatie met bemesting met stadsdrek of dierlijke mest en later kunstmest leverde de vermenging redelijk goede landbouwgrond (dalgrond) op.
Deze zogenaamde bonkverplichting werd landelijk geregeld bij wet van 13 juni 1895. Maar toen na 1882 in Zuid-Nederland de productie van turfstrooisel een aanvang nam, waarvoor juist bonkaarde een goede grondstof was, werd daar enkel de bovenste 15 cm wortelvoerende bodem teruggebonkt. De na de turfafgraving met onvoldoende bonkaarde ontgonnen gebieden verwerden gemakkelijk tot onvruchtbare woeste zandgronden.
In de Brabantse en Limburgse Peel werd door de Griendtsveen Turfstrooisel Maatschappij bijna alle bolster verwerkt tot turfstrooisel die geëxporteerd werd naar onder andere Engeland. Deze industrie nam dusdanige vormen aan dat het goederenstation in Griendtsveen -waar enkel turfstrooisel werd verzonden- rond 1900 tot de grootste van Europa werd gerekend.
In Helenaveen en in Griendtsveen zijn delen van turfstrooiselfabrieken bewaard gebleven. Op het terrein van het Industrieel Smalspoor Museum in Erica staat de enige strooiselfabriek in Nederland die (anno 2009) nog volledig in originele staat is.